# 오시 데이비스
오시 데이비스(Ossie Davis, 1917년 12월 18일 ~ 2005년 2월 4일)는 미국의 배우이다.

## 출연 작품
- 노 디렉션 홈: 밥 딜런 (2005)
- 그녀는 날 싫어해 (2004)
- 바다스 (2003)
- 부바 호-텝 (2002)
- 성자들의 축제 (2001, The Feast of All Saints)
- 맥 헨리를 찾아서 (2000)
- 다이너소어 (2000)
- 끝나지 않은 여행 (1999)
- 체이싱 시크릿 (1999)
- 닥터 두리틀 (1998)
- 미스 에버스 보이스 (1997)
- 12인의 노한 사람들 (1997)
- 약속된 땅 (1996)
- 트러블 커플 (1996)
- 버스를 타라 (1996)
- 안드로이드 (1995)
- 의뢰인 - 시리즈 (1995)
- 베이스볼 (1994)
- 터치드 바이 언 엔젤 (1994)
- 의뢰인 (1994)
- 미래의 묵시록 (1994)
- 그럼피 올드 맨 (1993)
- 퀸 (1993)
- 글래디에이터 (1992)
- 정글 피버 (1991)
- 볼케이노 (1990)
- 똑바로 살아라 (1989)
- 스트라이커 - TV 시리즈 (1989)
- 스쿨 데이즈 (1988)
- 엔젤 2 (1985)
- 하우스 오브 굿 (1984)
- 해리와 아들 (1984)
- 아메리칸 마스터즈 (1983)
- 프리덤 로드 (1979)
- 뿌리 - 그 다음 세대 (1979)
- 강력범 (1979)
- 마틴 루터 킹 (1978)
- 샘 위스키 (1969)
- 심야의 화랑 (1969)
- 스캘프헌터스 (1968)
- 추적자 (1968)
- 애덤이라 불리는 남자 (1966)
- 더 힐 (1965)
- 더 카디널 (1963)
- 곤 알 더 데이스 (1963)
- 14시간 (1951)
- 노 웨이 아웃 (1950)